# Mixophyes fleayi
Mixophyes fleayi és una espècie de granota que viu a Austràlia (nord de Nova Gal·les del Sud i sud-est de Queensland).